# 小笠原信嶺
小笠原 信嶺（おがさわら のぶみね）は、戦国時代から安土桃山時代にかけての武将。信濃国伊那郡の松尾小笠原氏当主・伊那郡松尾城城主。十郎三郎・掃部大夫。

## 生涯
天文16年（1547年）、伊那小笠原氏出身の信濃松尾城主・小笠原信貴の長男として生まれる。「諸州古文書」によれば、永禄元年（1558年）6月に甲府に人質として送られる。父と同様に武田信玄配下の信濃先方衆として働いた。永禄末年頃までに家督を継承する。永禄5年9月18日には伊那郡飯田城城主の坂西永忠を所領を巡り対立し、信嶺が永忠を信濃木曽郡へ放逐する事件が発生する。
元亀3年（1572年）11月15日には徳川方の国衆に対して書状を送っており、信嶺は三河国・遠江国・美濃国に対する調略を任されていたことが指摘される。
元亀4年/天正元年（1573年）4月の信玄死後には当主となった武田勝頼に仕え、同年7月6日には三河長篠城（愛知県新城市）への在番を命じられ、遠江井伊谷（静岡県浜松市）を与えられている。信嶺は井伊谷に一族の小笠原忠長や家臣の常葉常陸守らを配置したと考えられている。同年7月には三河の徳川家康が長篠城を包囲し、勝頼は援軍として信嶺らを派遣しているが、同年9月には長篠城を放棄し退去した。天正3年4月には勝頼の三河侵攻に際して、信嶺は山県昌景とともに山家三方衆の案内で足助城（愛知県豊田市）など諸城を攻撃し、作手城（新城市）を経て野田城（新城市）から徳川方の菅沼定盈を駆逐した。続けて徳川方の二連木城（愛知県豊橋市）を攻略すると、吉田城（豊橋市）を攻撃した。5月21日には織田・徳川勢との長篠の戦いで武田方が敗退すると、信濃へ撤退した。なお、長篠の戦いに至る天正3年の勝頼による遠江・三河侵攻は従来元亀2年4月の武田信玄による「西上作戦」に伴なうものとされていたが、関係文書の年代再考により、これらは天正3年の出来事であったことが指摘される。天正8年（1580年）には駿河三枚橋城の在番にあたった。
天正10年（1582年）2月には織田信長による甲州征伐がはじまる。同年2月14日に織田方の主将・信忠が岩村城に入ると、松尾城主の信嶺は織田方に帰属し、仁科盛信の拠る高遠城攻めに参加した。信嶺の離反に対し勝頼は人質であった信嶺の母を処刑した（『開善寺過去帳』）。同年3月2日上諏訪で信長に謁見し旧領を安堵された。
同年6月、信長が本能寺の変で死去したため、かつて自分の暗殺を狙った飯田城主毛利長秀を討とうとしたが、長秀は人質であった信嶺の正室を引き渡して尾張へ逃亡した（『勝山小笠原家譜』）。天正壬午の乱では徳川家康に属し、酒井忠次の家臣（家康の陪臣）として信濃・甲斐の各地を転戦し諏訪頼忠や大道寺政繁など後北条氏の勢力と戦った。長久手の戦いでは小牧の陣営を守備し、小田原征伐にも出陣した。その功績から松尾城などの知行を安堵されるとともに、天正12年（1584年）には、元武田家臣の下条頼安（下条信氏の子）を自身の娘と縁組させた後に謀殺するなど支配力の強化にも努めた。
天正18年（1590年）に家康が関東に入部した際、武蔵児玉郡本庄に1万石を与えられ、本庄城主（本庄藩の藩祖）となる。本庄氏時代の城を廃し、久城掘り西側に新たに城を築き、低地である花の木で生活していた住民を台地へ移住させ、新しい町造りを開始した。
翌天正19年（1591年）には、夫人の兄である甲斐国・永岳寺（山梨県韮崎市大草町下条西割）の救山宗温を迎え、自らが開基となり、畳秀山の開善寺（小笠原氏の菩提寺と同名の寺）を本庄宿の中宿（その後の仲町に当たる地域）に建立した。
豊臣秀吉の朝鮮出兵時には九州まで出向いている。伏見城の築城工事の際には人足200人を引率した。慶長3年（1598年）2月19日、江戸で死去。享年52。家督は養嗣子の小笠原信之（三河出身で酒井忠次の3男）が継いだ。